# Araneus praesignis
Araneus praesignis (L. Koch, 1872) è un ragno appartenente alla famiglia Araneidae.

## Distribuzione
La specie è stata rinvenuta in una località australiana del Queensland.

## Tassonomia
Non sono stati esaminati esemplari di questa specie dal 1872
Attualmente, a dicembre 2013, non sono note sottospecie